# Albi Marssac Tarn Football ASPTT
L'Albi Marssac Tarn Football ASPTT, abbreviato in Albi Marssac o semplicemente Albi, è una squadra di calcio femminile professionistico francese con sede ad Albi, capoluogo del dipartimento del Tarn nella regione del Midi-Pirenei. Milita in Division 3, terzo livello del campionato francese femminile di calcio.
Fondata originariamente nel 1974 come Association Sportive de La Poste et France Télécom Albi, dopo diversi campionati disputati nelle serie regionali ottiene il suo primo significativo successo accedendo alla Division 2 Féminine, secondo livello del campionato nazionale nella stagione 2000-2001, subito retrocessa, per tornarci nella stagione 2007-2008 fino al termine del campionato 2013-2014 quando, vincendolo, viene promossa in Division 1. Dal marzo 2021 assume l'attuale denominazione dopo la fusione dell'ASPTT Football de l'Albigeois con il Marssac RSRDT.

## Palmarès
- Campionato francese di seconda divisione: 1

2013-2014

## Organico

### Rosa 2018-2019
Rosa, ruoli e numeri di maglia aggiornati al 9 gennaio 2019 dal sito ufficiale e footofeminin.fr.
| N. |                        | Ruolo | Calciatrice            |
| -- | ---------------------- | ----- | ---------------------- |
| 1  | Russia (bandiera)      | P     | Olesya Arsenyeva       |
| 2  | Francia (bandiera)     | D     | Alexia Burtin          |
| 4  | Francia (bandiera)     | D     | Aïvi Mitchai           |
| 5  | Algeria (bandiera)     | C     | Assia Sidhoum          |
| 6  | Canada (bandiera)      | C     | Carla Portillo         |
| 7  | Italia (bandiera)      | A     | Norma Cinotti          |
| 8  | Stati Uniti (bandiera) | C     | Abby Elinsky           |
| 9  | Spagna (bandiera)      | A     | Gabriela Morales       |
| 10 | Canada (bandiera)      | C     | Arielle Roy-Petitclerc |
| 15 | Francia (bandiera)     | D     | Manon Rouzies          |
| 16 | Italia (bandiera)      | P     | Amanda Tampieri        |
| 17 | Francia (bandiera)     | D     | Arnélia Koutoupot      |
| 18 | Francia (bandiera)     | C     | Alexandra Renault-Frih |
| 19 | Francia (bandiera)     | C     | Jinane Hanni           |
| 20 | Francia (bandiera)     | C     | Cindy Barneoud         |
| 23 | Francia (bandiera)     | A     | Marine Mouton          |

| N. |                    | Ruolo | Calciatrice           |
| -- | ------------------ | ----- | --------------------- |
| 24 | Francia (bandiera) | D     | Manon Cazes           |
| 28 | Francia (bandiera) | C     | Valentine Kirbach     |
|    | Francia (bandiera) | P     | Alexandra Saint-Jours |
|    | Francia (bandiera) | P     | Vanessa Viguier       |
|    | Francia (bandiera) | D     | Laurie Bezombes       |
|    | Francia (bandiera) | D     | Féline Cadot          |
|    | Francia (bandiera) | D     | Christelle Grandferry |
|    | Francia (bandiera) | D     | Maëlle Lietaer Lebrun |
|    | Francia (bandiera) | C     | Lisa Albert           |
|    | Francia (bandiera) | C     | Marjorie Delonca      |
|    | Francia (bandiera) | C     | Sara Mehentel         |
|    | Francia (bandiera) | C     | Louane Morin          |
|    | Francia (bandiera) | C     | Laurie Terrier        |
|    | Francia (bandiera) | A     | Marjorie Delonca      |
|    | Francia (bandiera) | A     | Louane Morin          |
|    | Francia (bandiera) | A     | Marine Mouton         |